# Aplomya lycaena
Aplomya lycaena là một loài ruồi trong họ Tachinidae.